# New Music Seminar
Le New Music Seminar est un séminaire musical créé en 1980 par Tom Silverman, Mark Josephson, Danny Heaps et Scott Anderson dans le but de discuter et débattre des problèmes de l'industrie musicale. Avec le succès rencontré, un festival est associé aux conférences données lors de l'événement. Stoppé en 1995, il est relancé en 2009 par Tom Silverman et Dave Lory avec pour objectif d'aider les gens qui souhaitent faire carrière dans la musique. De nombreux dirigeants de labels et de médias y participent aux côtés d'artistes et de partenaires musicaux de la toile.

## Histoire

### De 1980 à 1995
En juin 1980, Tom Silverman, Mark Josephson, Danny Heaps et Scott Anderson réunissent plus de deux cents personnes dans un studio de New York afin de discuter et débattre des problèmes de l'industrie musicale. L'événement prend de l'ampleur plus les années passent et voit un festival s'ajouter à son programme. D'abord appelé New York Nights, puis New Music Nights, il prend place dans plusieurs clubs de la ville. Jusqu'à huit mille personnes de trente-cinq nationalités différentes y participent. À la mort de Haoui Montaug, le directeur du New Musical Seminar, en 1991, un trophée en son honneur est créé : le Haoui Montag New Music Awards.

### Depuis 2009
En 2009, Tom Silverman et Dave Lory, un ancien membre du staff, relancent le New Music Seminar. L'organisation des conférences et des spectacles se fait alors à New York le 21 juillet et à Chicago le 6 octobre. Le premier événement se tient au Skirball Center for the Performing Arts de l'Université de New York et dont le programme prévoit quatre sessions autour de la combinaison des anciennes et nouvelles méthodes pour réussir sa carrière musicale. Un artiste se produit entre chacune d'entre elles. Le second a lieu au Park West et l'objectif de ce rendez-vous est de donner les clés aux artistes qui souhaitent réussir à travers quatre « mouvements ».
Le New Music Seminar se déplace au Fonda Theater de Los Angeles le 2 février 2010 et propose différentes activités pour apprendre et comprendre comment aider les artistes à « sortir de l'ombre ». La journée est de nouveau organisée autour de quatre « mouvements ». Une soirée d'ouverture est donnée la veille au Viper Room sur Sunset Boulevard afin que les participants au New Music Seminar puissent échanger entre eux autour d'un cocktail.
Le séminaire revient à New York du 19 au 21 juillet 2010 à travers une conférence en trois jours, deux nuits tournant autour de cinq « mouvements » avec des présentations de dirigeants de l'industrie musicale, des sessions de tutorat et des concerts nocturnes. L'événement se déroule à guichets fermés. La formule est conservée pour la conférence du 14 au 16 février 2011 à l'Hôtel Sheraton de Los Angeles, débutant le lendemain des Grammy Awards. La soirée d'ouverture se fait au Music Box d'Hollywood.
En 2012, le New Music Seminar se tient du 17 au 19 juin au Webster Hall de New York en parallèle du SoundExchange Digital Broadcasting Summit et du BMI Creative Conclave. Il réunit les différents labels avec des radiodiffuseurs, des blogueurs et des techniciens musicaux dans le but de discuter du futur de l'industrie du disque. L'édition 2013 est prévue du 9 au 11 juin, également à New York.

## Influence
Le New Music Seminar a contribué à la création d'événements tels que le SXSW, la Winter Music Conference, le festival In the City, le CMJ Music Marathon et la Canadian Music Week.